# Israël aux Jeux olympiques d'été de 2016
Israël participe aux Jeux olympiques de 2016 à Rio de Janeiro. Il s'agit de sa 16e participation à des Jeux olympiques d'été. Les deux médaillés de bronze ont été les judokas Yarden Gerbi et Or Sasson.

## Liste des médaillés israéliens

### Médailles d'or
| Sport              | Discipline | Sportifs | Performance |
| Médailles d'or : 0 |            |          |             |

### Médailles d'argent
| Sport                  | Discipline | Sportifs | Performance |
| Médailles d'argent : 0 |            |          |             |

### Médailles de bronze
| Sport                   | Discipline            | Sportifs     | Performance |
| Médailles de bronze : 2 |                       |              |             |
| Judo                    | Moins de 63 kg femmes | Yarden Gerbi |             |
| Judo                    | Plus de 100 kg hommes | Or Sasson    |             |

## Athlétisme

### Hommes

#### Course
| Athlètes             | Compétitions | Série   | Série | Demi-finales | Demi-finales | Série           | Série   |
| Athlètes             | Compétitions | Temps   | Rang  | Temps        | Rang         | Temps           | Rang    |
| -------------------- | ------------ | ------- | ----- | ------------ | ------------ | --------------- | ------- |
| Donald Blair-Sanford | 400 mètres   | 46 s 06 | 5e    | Éliminé      | Éliminé      | Éliminé         | Éliminé |
| Maru Teferi          | Marathon     | NC      | NC    | NC           | NC           | 2 h 21 min 06 s | 74e     |
| Tesama Moogas        | Marathon     | NC      | NC    | NC           | NC           | 2 h 30 min 30 s | 121e    |
| Ageze Guadie         | Marathon     | NC      | NC    | NC           | NC           | 2 h 30 min 45 s | 122e    |

#### Concours
| Athlètes       | Compétitions    | Série    | Série | Finale   | Finale  |
| Athlètes       | Compétitions    | Résultat | Rang  | Résultat | Rang    |
| -------------- | --------------- | -------- | ----- | -------- | ------- |
| Dmitry Kroyter | Saut en hauteur | 2,17 m   | 41e   | Éliminé  | Éliminé |

### Femmes

#### Course
| Athlètes               | Compétitions | Série | Série | Demi-finales | Demi-finales | Finale          | Finale |
| Athlètes               | Compétitions | Temps | Rang  | Temps        | Rang         | Temps           | Rang   |
| ---------------------- | ------------ | ----- | ----- | ------------ | ------------ | --------------- | ------ |
| Maor Tiyouri           | Marathon     | NC    | NC    | NC           | NC           | 2 h 47 min 27 s | 90e    |
| Lornah Chemtai Korlima | Marathon     | NC    | NC    | NC           | NC           | DNF             | /      |

## Badminton
| Athlète         | Compétition   | Phase de groupes           | Phase de groupes    | Phase de groupes | Phase de groupes | 1/8 de finale    | Quarts de finale | Demi-finales     | Finale           | Finale  |
| Athlète         | Compétition   | Adversaire Score           | Adversaire Score    | Adversaire Score | Rang             | Adversaire Score | Adversaire Score | Adversaire Score | Adversaire Score | Rang    |
| --------------- | ------------- | -------------------------- | ------------------- | ---------------- | ---------------- | ---------------- | ---------------- | ---------------- | ---------------- | ------- |
| Misha Zilberman | Simple hommes | battu par Chou 9-21, 11-21 | bat Tan 2-20, 21-12 | NC               | 2e Gr. C         | Éliminé          | Éliminé          | Éliminé          | Éliminé          | Éliminé |

## Cyclisme

### Cyclisme sur route
| Athlète     | Compétition            | Temps           | Rang |
| ----------- | ---------------------- | --------------- | ---- |
| Shani Bloch | Course en ligne femmes | 4 h 02 min 59 s | 48e  |

### VTT
| Athlète      | Compétition              | Temps | Rang |
| ------------ | ------------------------ | ----- | ---- |
| Shlomi Haimy | Cross-country VTT hommes |       |      |

## Natation
| Athlète                                            | Épreuve         | Séries        | Séries | Demi-finales | Demi-finales | Finale   | Finale   |
| Athlète                                            | Épreuve         | Temps         | Rang   | Temps        | Rang         | Temps    | Rang     |
| -------------------------------------------------- | --------------- | ------------- | ------ | ------------ | ------------ | -------- | -------- |
| Amit Ivry                                          | 100 m papillon  | 59 s 42       | 26     | Éliminée     | Éliminée     | Éliminée | Éliminée |
| Keren Siebner Zohar Shikler Amit Ivry Andrea Murez | 4 × 100 m libre | 3 min 41 s 97 | 16e    | NC           | NC           | Éliminée | Éliminée |

| Athlète  | Épreuve       | Séries        | Séries | Demi-finales | Demi-finales | Finale  | Finale  |
| Athlète  | Épreuve       | Temps         | Rang   | Temps        | Rang         | Temps   | Rang    |
| -------- | ------------- | ------------- | ------ | ------------ | ------------ | ------- | ------- |
| Gal Nevo | 400 m 4 nages | 4 min 18 s 29 | 19e    | NC           | NC           | Éliminé | Éliminé |